# Thomas Foster
Thomas Foster – amerykański polityk, burmistrz Los Angeles. Funkcję tę sprawował w latach 1855–1856. Był lekarzem. Jako burmistrz uwagę swoją skupiał przede wszystkim na rozwoju infrastruktury miejskiej oraz na edukacji. Dzięki jego wysiłkom Departament Edukacji otworzył dwie szkoły, a także powstało kilka prywatnych. W 1855 otwarto także drogę łączącą Los Angeles z Salt Lake City, co pozytywnie wpłynęło na  rozwój handlu. Podczas jego kadencji w 1855 Los Angeles nawiedziło silne trzęsienie ziemi.